# Isla Clarence
Isla Clarence är en ö i Chile.   Den ligger i provinsen Provincia de Magallanes och regionen Región de Magallanes y de la Antártica Chilena, i den södra delen av landet. Arean är 1 111 kvadratkilometer.
Terrängen på Isla Clarence är kuperad. Öns högsta punkt är 861 meter över havet. Den sträcker sig 55,7 kilometer i nord-sydlig riktning, och 43,7 kilometer i öst-västlig riktning.